# Mesorregión Metropolitana de Fortaleza
La mesorregión Metropolitana de Fortaleza es una de las siete mesorregiones del estado brasileño del Ceará. Es formada por la unión de once municipios agrupados en dos microrregiones. La principal ciudad es Fortaleza. Es la menor mesorregión del Ceará, pero es la más populosa, por lo tanto la de mayor densidad poblacional.
La ocupación de esta región del estado del Ceará comenzó con la propia ocupación cearense, alrededor de 1603, con la ocupación del área donde hoy existe la ciudad de Fortaleza. Ya en 1823 las ciudades más próximas en todo el Ceará eran Fortaleza, Caucaia y Aquiraz. Al final del siglo XIX está mesorregión ya tenía las ciudades de Maranguape, Pacatuba, Pacajus, Messejana y Porangaba. Estas dos últimas en 1921 fueron anexadas de vuelta al territorio de Fortaleza regresando a ser distritos.
A pesar de que la mesorregión lleve el nombre de Metropolitana de Fortaleza, está no coincide totalmente con la Región Metropolitana de Fortaleza, que además de los 11 municipios de la mesorregión, incluye también Chorozinho, Son Gonçalo del Amarante y los recientemente incorporados municipios de Pindoretama y Cascavel.

## Microrregiones
- Fortaleza
- Pacajus

- Datos: Q2288527